# Kunde

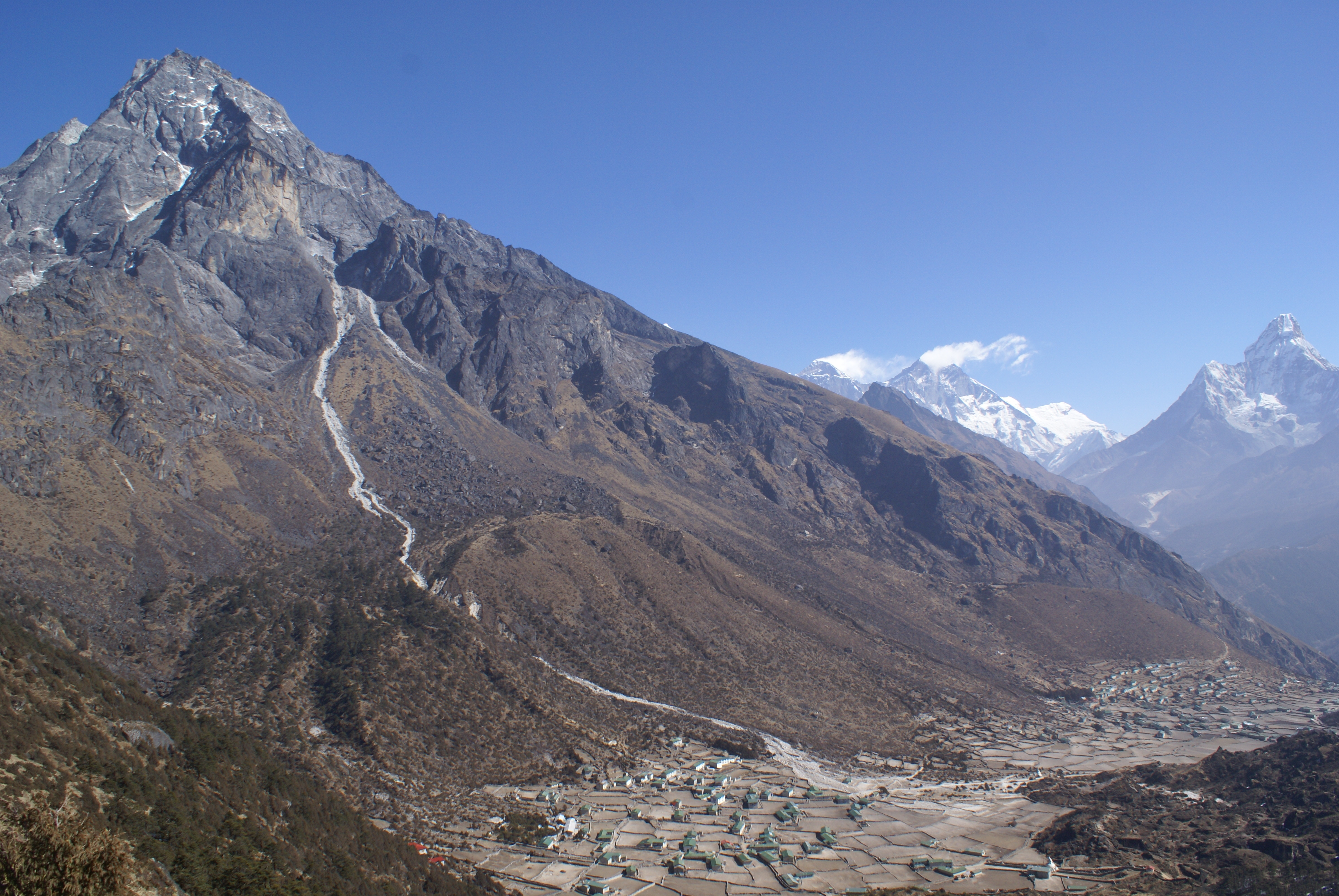
El monte Khumbila entre las localidades de Khumjung y Kunde, dos de los pueblos más poblados de la zona con el monte Everest, Lhotse y Ama Dablam en el fondo.

Kunde es una aldea en la región de Khumbu de Nepal dentro del Parque nacional de Sagarmatha. Se encuentra cerca de la aldea de Khumjung en el valle que se encuentra en la base del Khumbi Yul Lha de Khujung, la montaña sagrada de los Sherpas. El valle de Khumjung se encuentra de 3800 a 4000 metros sobre el nivel del mar. Kunde está en la parte oeste del valle y tiene una elevación un poco mayor que la de Khumung. Contiene el Hospital de Kunde fundado por Sir Edmund Hillary en 1966. Kunde se encuentra a menos de 25 kilómetros del Everest y está situada en los Himalayas, cerca de la frontera entre Nepal y China.

## Galería

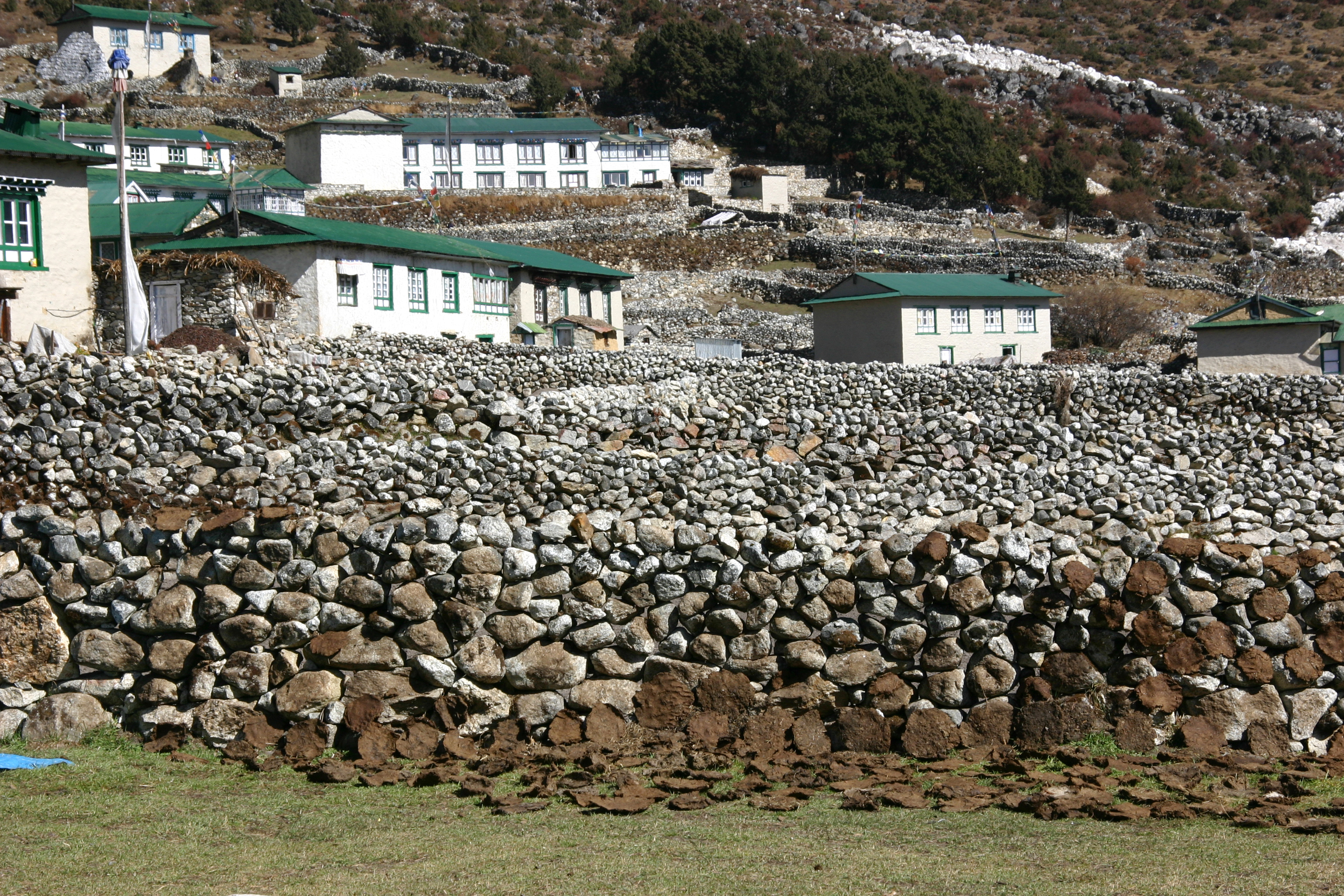
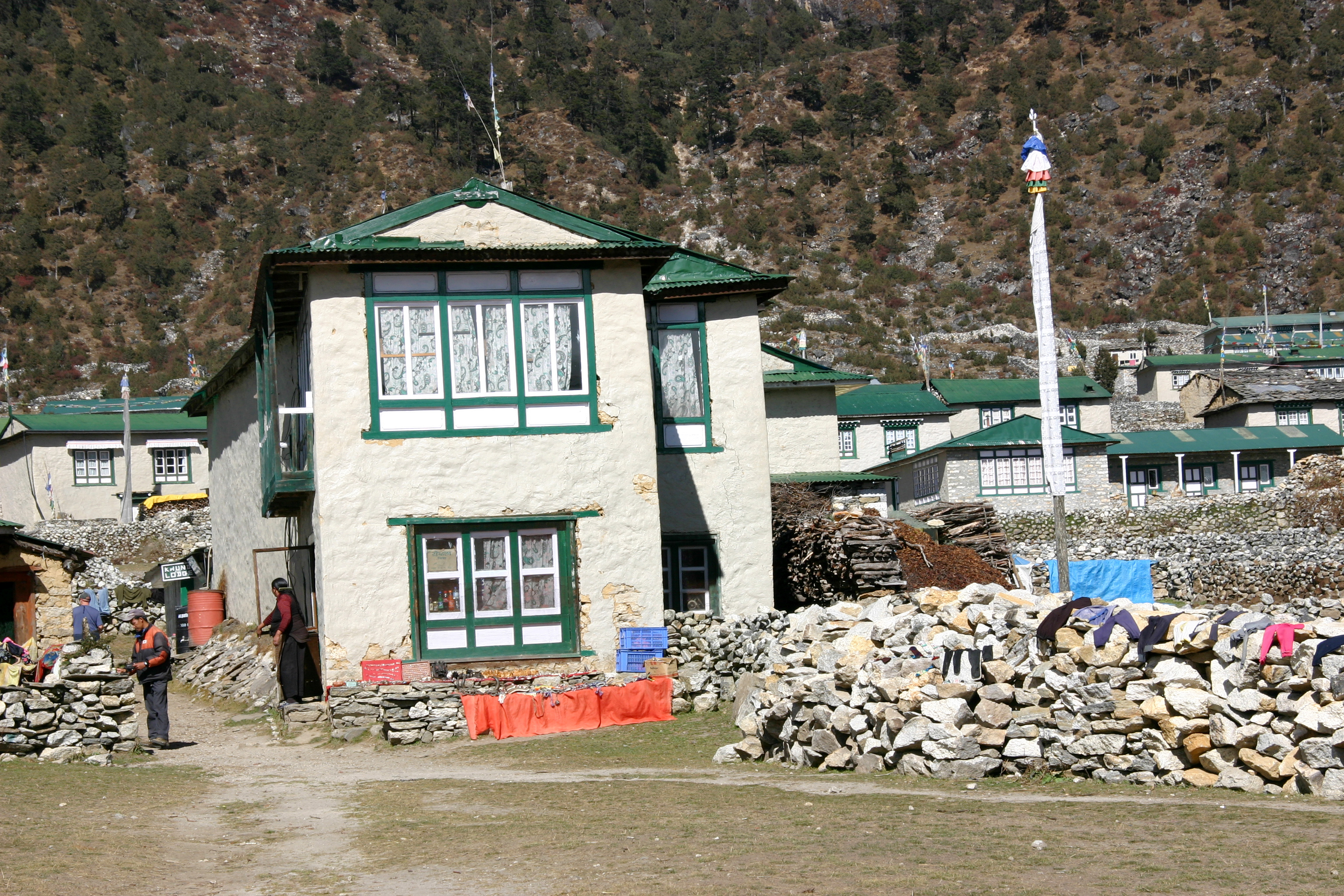
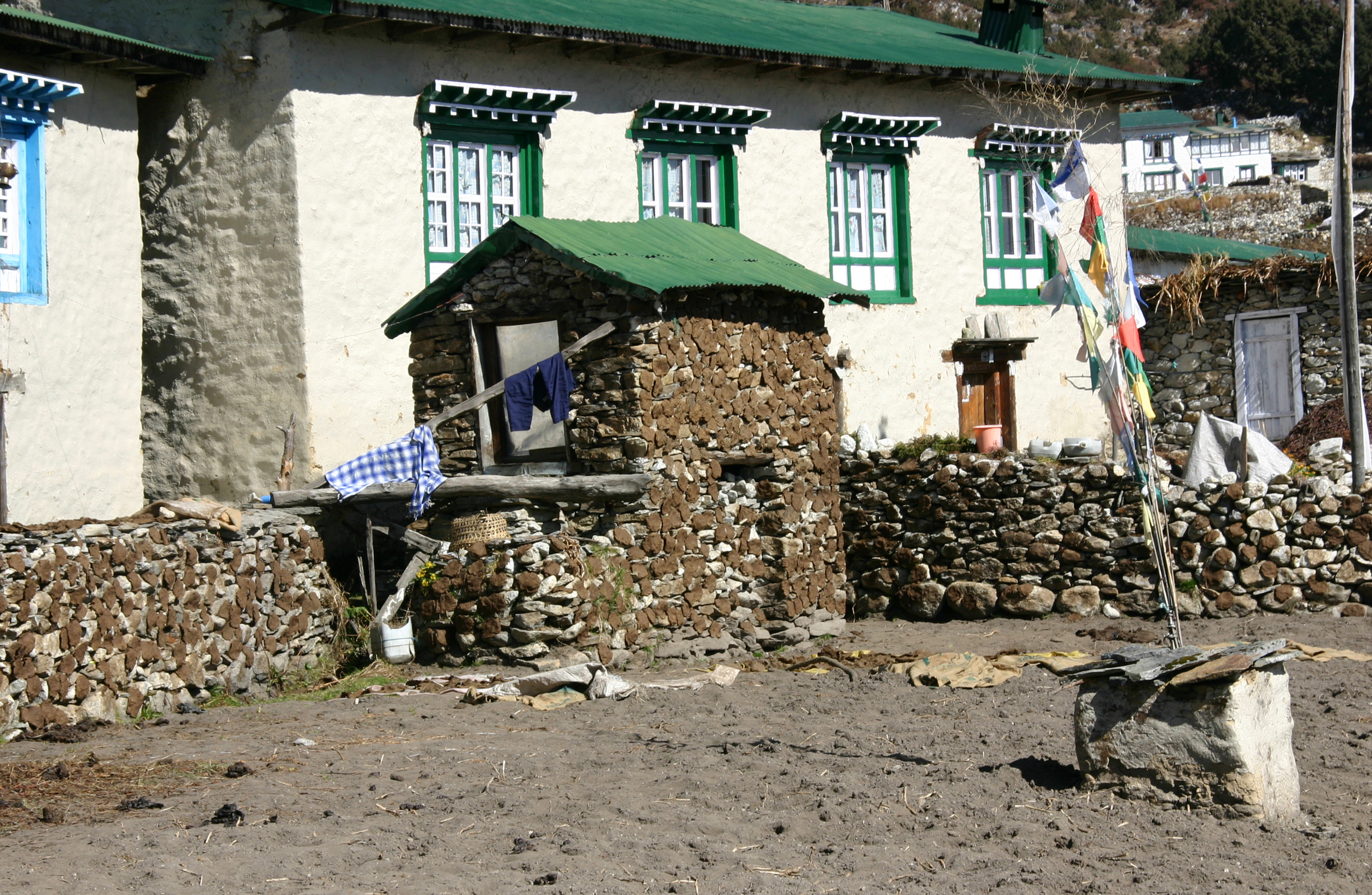
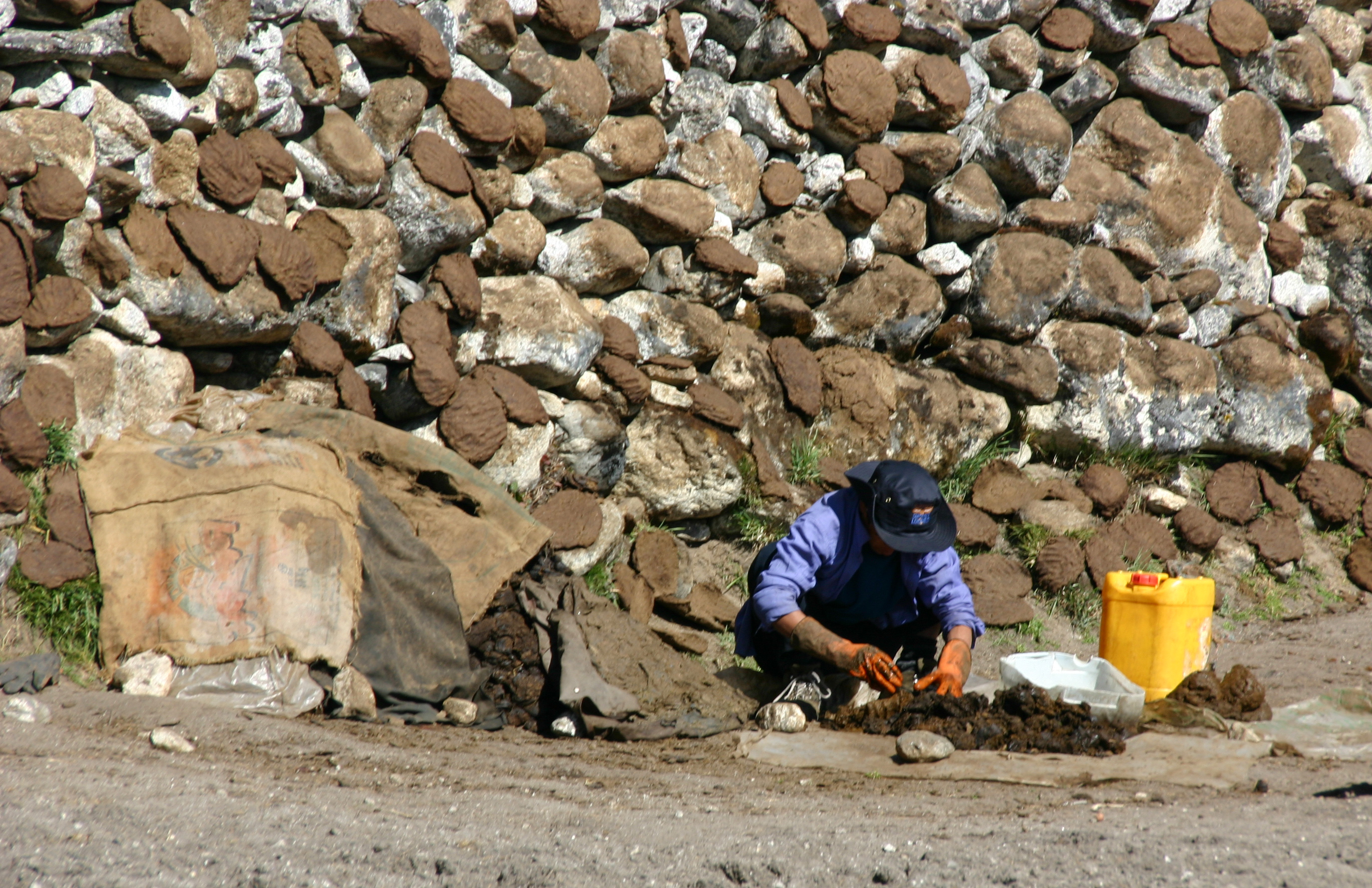
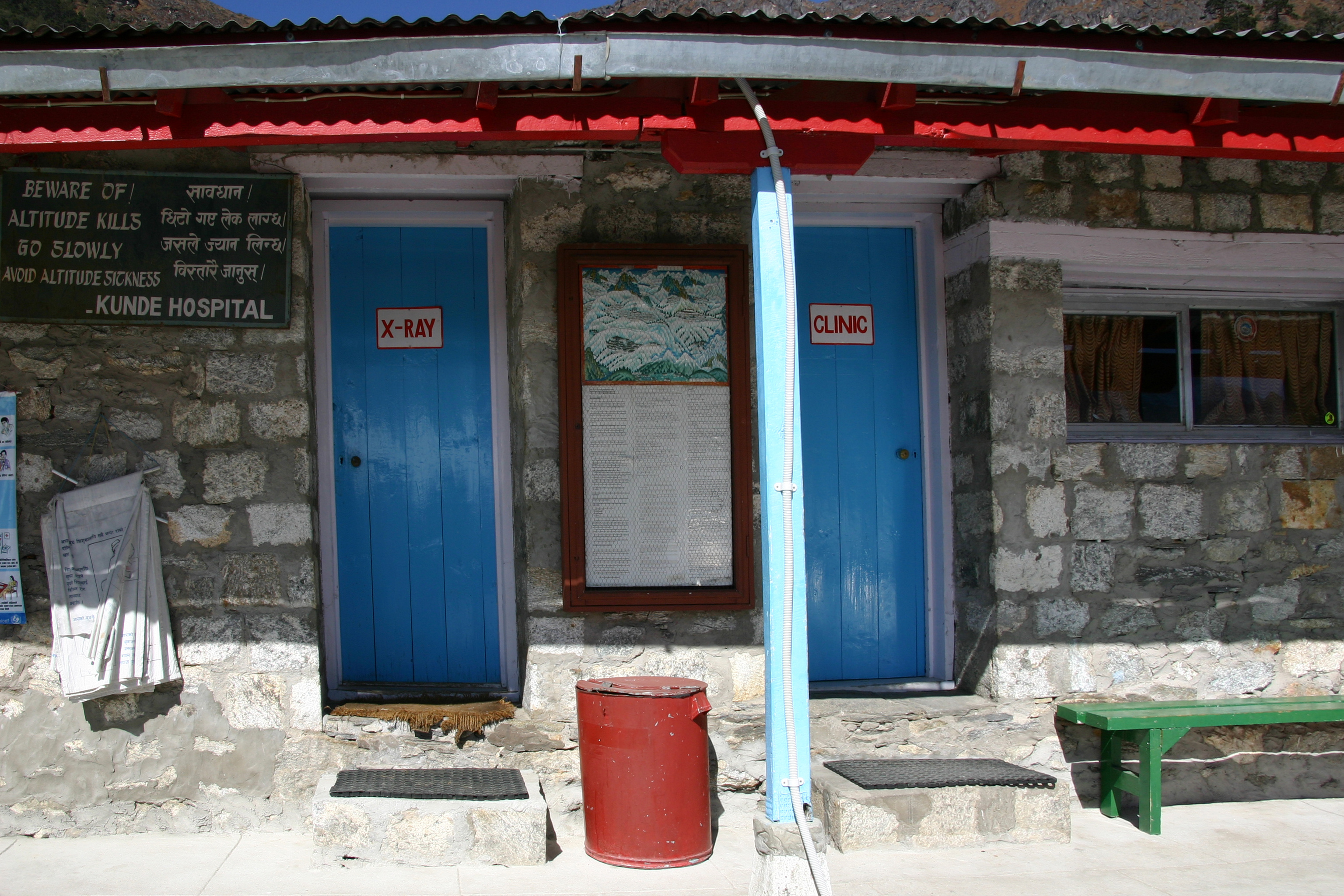